# .vn
A .vn Vietnám internetes legfelső szintű tartomány kódja, melyet 1994-ben hoztak létre. 2003-ban a Hi-Tek szerződést kötött a nyilvántartást vezető VNNIC-vel a címvégződés külföldi népszerűsítésére.